# Qiaodong (Xingtai)
Der Stadtbezirk Qiaodong (chinesisch 桥东区, Pinyin Qiáodōng Qū) ist ein Stadtbezirk der chinesischen bezirksfreien Stadt Xingtai, Provinz Hebei. Er hat eine Fläche von 37 km² und zählt 230.000 Einwohner (2004). Er ist Zentrum und Sitz der Stadtregierung.

## Administrative Gliederung
Auf Gemeindeebene setzt sich der Stadtbezirk aus vier Straßenvierteln und zwei Gemeinden zusammen. 